# Holmes Beach
Holmes Beach è una città degli Stati Uniti d'America situata in Florida, nella Contea di Manatee.
La città si trova sull'isola di Anna Maria.